# Інтерференція світла

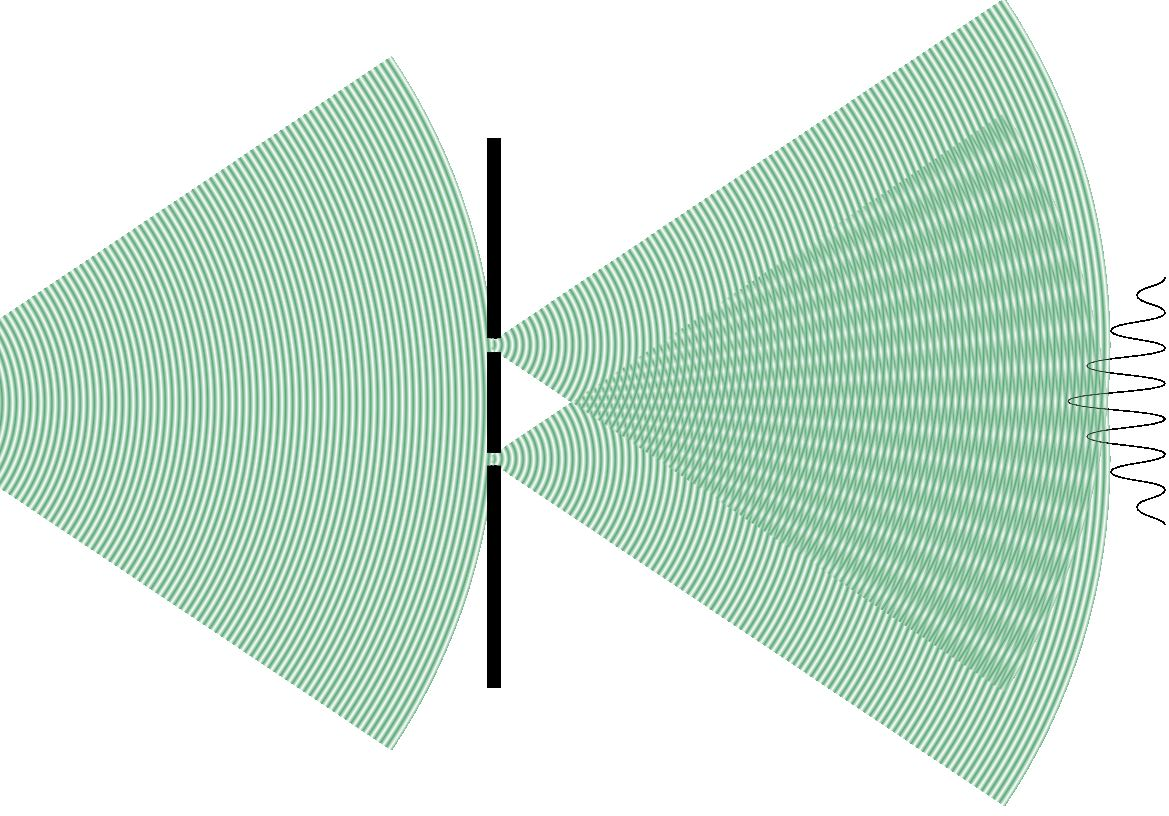
Інтерференція світла — дослід Юнга

Інтерференція світла — перерозподіл інтенсивності світла в результаті накладення (суперпозиції) декількох когерентних світлових хвиль. Це явище супроводжується чергуванням в просторі максимумів і мінімумів інтенсивності. Її розподіл називається інтерференційною картиною.

## Історія відкриття
Вперше явище інтерференції було незалежно виявлено Робертом Бойлем (1627—1691) і Робертом Гуком (1635—1703). Вони спостерігали виникнення різнобарвного забарвлення тонких плівок (інтерференційних смуг), подібних до олійних або бензинових плям на поверхні води. У 1801 році Томас Юнг (1773-1829), ввівши  «Принцип суперпозиції», першим пояснив явище інтерференції світла, запропонував термін «інтерференція» (1803) і пояснив «барвистість» тонких плівок. Він також виконав перший демонстраційний експеримент зі спостереження інтерференції світла, отримавши інтерференцію від двох щілинних джерел світла (1802). Пізніше цей дослід Юнга став класичним.

## Інтерференція світла в тонких плівках

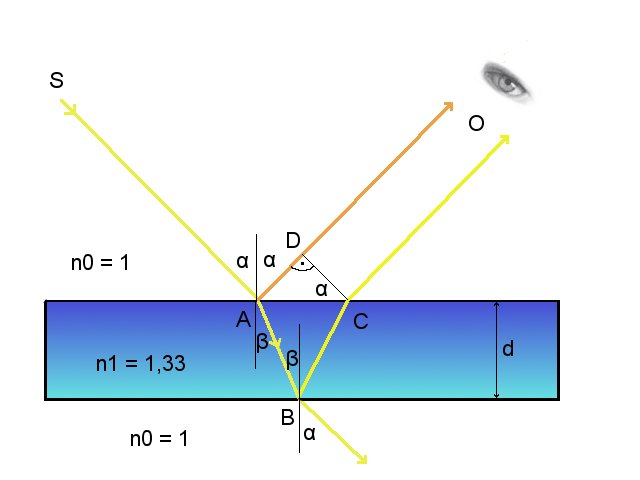
Інтерференція в тонкій плівці. Альфа - кут падіння, бета - кут відбиття, жовтий промінь відстане від оранжевого, вони зводяться оком в один і інтерферують.

Отримати стійку інтерференційну картину для світла від двох розділених у просторі і незалежних один від одного джерел світла не так легко, як для джерел хвиль на воді. Атоми випромінюють світло цугами дуже малої тривалості, і когерентність порушується. Порівняно просто таку картину можна отримати, зробивши так, щоб інтерферували хвилі одного і того ж цуга. Так, інтерференція виникає при розділенні початкового променю світла на два промені при його проходженні через тонку плівку, наприклад плівку, що наносять на поверхню лінз у просвітлених об'єктивах. Промінь світла, проходячи через плівку товщиною {\displaystyle d\!}, відіб'ється двічі — від внутрішньої та зовнішньої її поверхонь. Відбиті промені матимуть постійну різницю фаз, що дорівнює подвоєній товщині плівки, від чого промені стають когерентними і будуть інтерферувати. Повне гасіння променів станеться при {\displaystyle d={\lambda  \over 4}}, де {\displaystyle \lambda } — довжина хвилі. Якщо {\displaystyle \lambda =550} нм, то товщина плівки дорівнює 550:4=137,5 нм.
Промені сусідніх ділянок спектра по обидва боки від {\displaystyle \lambda =550} нм інтерферують не повністю і лише послаблюються, внаслідок чого плівка набуває забарвлення. Наближено, коли є сенс вести мову про оптичну довжину хвилі променів, для двох променів
{\displaystyle \Delta L=L_{2}-L_{1}=k\lambda } — умова максимуму;
{\displaystyle \Delta L=L_{2}-L_{1}=(2k+1)*\lambda /2} — умова мінімуму,
де k=0,1,2... і {\displaystyle L_{1,2}} — оптична довжина шляху першого й другого променів.
Явище інтерференції спостерігається в тонкому шарі незмішуваних рідин (гасі або олії на поверхні води), в мильних бульбашках, бензині, на крилах метеликів, в кольорах мінливості тощо.

## Кільця Ньютона
Іншим методом одержання стійкої інтерференційної картини для світла служить використання повітряних прошарків, засноване на однаковій різниці ходу двох частин хвилі: однієї − відразу відбитої від внутрішньої поверхні лінзи і інший − що пройшла повітряний прошарок під нею і лише потім відбилася. Її можна отримати, якщо покласти плоско-випуклу лінзу на скляну пластину опуклістю вниз. При освітленні лінзи зверху монохроматичним світлом утворюється темна пляма в місці достатньо щільного зіткнення лінзи і пластинки, оточене  темними і світлими концентричними кільцями, які чергуються, різної інтенсивності. Темні кільця відповідають інтерференційним мінімумам, а світлі − максимумам, одночасно темні і світлі кільця є ізолініями рівної товщини повітряного прошарку. Вимірявши радіус світлого або темного кільця і визначивши його порядковий номер від центру, можна визначити довжину хвилі монохроматичного світла. Чим крутіше поверхня лінзи, особливо ближче до країв, тим менше відстань між сусідніми світлими або темними кільцями.

## Математичний опис

### Інтерференція двох плоских електромагнітних хвиль
Нехай є дві плоскі хвилі:

{\displaystyle {\mathbf {E} }_{1}={\mathbf {E} }_{1_{0}}\cdot \exp ^{i({\omega }t+{\mathbf {k} }_{1}{\mathbf {r} }_{1}+{\varphi }_{1})}}   і  
{\displaystyle {\mathbf {E} }_{2}={\mathbf {E} }_{2_{0}}\cdot \exp ^{i({\omega }t+{\mathbf {k} }_{2}{\mathbf {r} }_{2}+{\varphi }_{2})}} 

За принципом суперпозиції  поле в області їхнього перетину визначатиметься сумою:
{\displaystyle \mathbf {E} ={\mathbf {E} }_{1}+{\mathbf {E} }_{2}} 

Інтенсивність задається відношенням:
{\displaystyle I=\mathbf {EE} ^{*}={\mathbf {E} }_{1}{\mathbf {E} }_{1}^{*}+{\mathbf {E} }_{1}{\mathbf {E} }_{2}^{*}+{\mathbf {E} }_{2}{\mathbf {E} }_{1}^{*}+{\mathbf {E} }_{2}{\mathbf {E} }_{2}^{*}}

Звідки, з урахуванням, 
 {\displaystyle \mathbf {} I_{1}=E_{1_{0}}^{2},I_{2}=E_{2_{0}}^{2}} :
{\displaystyle I=I_{1}+I_{2}+2{\mathbf {E} }_{1_{0}}{\mathbf {E} }_{2_{0}}\cdot \cos({\mathbf {k} }_{1}{\mathbf {r} }_{1}-{\mathbf {k} }_{2}{\mathbf {r} }_{2}+{\varphi }_{1}-{\varphi }_{2})}

Для простоти розглянемо одновимірний випадок: {\displaystyle \mathbf {} r=(x,0,0)} і співнапрямленість поляризацій хвиль, тоді вираз для інтенсивності можна переписати в більш простому вигляді:
{\displaystyle I=I_{1}+I_{2}+2E_{1_{0}}E_{2_{0}}\cdot \cos[(k_{1_{x}}-k_{2_{x}})x+{\varphi }_{1}-{\varphi }_{2}]}

Інтерференційна картина виглядає як чергування світлих і темних смуг, крок яких дорівнює: {\displaystyle h={\frac {2\pi }{k_{1_{x}}-k_{2_{x}}}}}
Прикладом цього випадку є інтерференційна картина у відбитому від поверхні плоскопаралельної пластинки світлі.

### Випадок нерівних частот
У деяких підручниках і посібниках йдеться про те, що інтерференція світла можлива тільки для хвиль утворених від одного джерела світла шляхом амплітудного або польового ділення хвильових фронтів. Це твердження є невірним. З точки зору принципу суперпозиції інтерференція існує завжди, навіть коли інтерферують хвилі від двох різних джерел світла. Правильно було б говорити про спостереження або можливості спостереження інтерференційної картини. Остання може бути нестаціонарна в часі, що призводить до замазування і зникнення інтерференційних смуг.

### Квантова інтерференція світла
В червні 2023 року, дослідники з Брюссельського вільного університету (Бельгія) виявили суперечливий аспект фізики фотонної інтерференції. У науковій статті, опублікованій в Nature Photonics, вони запропонували уявний експеримент, який повністю суперечить загальним знанням про так звану властивість групування фотонів. Спостереження цього аномального ефекту групування, здається, є в межах досяжності сучасних фотонних технологій і, якщо це буде досягнуто, сильно вплине на загальне сучасне розуміння багаточастинкових квантових інтерференцій.